# قووشودلو
قووشودلو (ترکی آذربایجانی: Qovşudlu) یک منطقهٔ مسکونی در جمهوری آرتساخ است که در استان هادروت واقع شده‌است.